# Gran Premio de las Américas de Motociclismo de 2017
El Gran Premio de las Américas de 2017 fue la tercera prueba del Campeonato del Mundo de Motociclismo de 2017. Tuvo lugar el fin de semana del 21 al 23 de abril de 2017 en el Circuito de las Américas, situado en la ciudad de Austin, Texas, Estados Unidos. La carrera de MotoGP fue ganada por Marc Márquez, seguido de Valentino Rossi y Dani Pedrosa. Franco Morbidelli fue el ganador de la prueba de Moto2, por delante de Thomas Lüthi y Takaaki Nakagami. La carrera de Moto3 fue ganada por Romano Fenati, Jorge Martín fue segundo y Fabio Di Giannantonio tercero.

## Resultados

### Resultados MotoGP
| Pos.            | N.º | Piloto           | Constructor | Vueltas | Tiempo     | Parrilla | Puntos |
| --------------- | --- | ---------------- | ----------- | ------- | ---------- | -------- | ------ |
| 1               | 93  | Marc Márquez     | Honda       | 21      | 43:58.770  | 1        | 25     |
| 2               | 46  | Valentino Rossi  | Yamaha      | 21      | +3.069     | 3        | 20     |
| 3               | 26  | Dani Pedrosa     | Honda       | 21      | +5.112     | 4        | 16     |
| 4               | 35  | Cal Crutchlow    | Honda       | 21      | +7.638     | 9        | 13     |
| 5               | 5   | Johann Zarco     | Yamaha      | 21      | +7.957     | 5        | 11     |
| 6               | 4   | Andrea Dovizioso | Ducati      | 21      | +14.058    | 7        | 10     |
| 7               | 29  | Andrea Iannone   | Suzuki      | 21      | +15.491    | 11       | 9      |
| 8               | 9   | Danilo Petrucci  | Ducati      | 21      | +16.772    | 13       | 8      |
| 9               | 99  | Jorge Lorenzo    | Ducati      | 21      | +17.979    | 6        | 7      |
| 10              | 43  | Jack Miller      | Honda       | 21      | +18.494    | 12       | 6      |
| 11              | 94  | Jonas Folger     | Yamaha      | 21      | +18.903    | 8        | 5      |
| 12              | 45  | Scott Redding    | Ducati      | 21      | +28.735    | 10       | 4      |
| 13              | 53  | Esteve Rabat     | Honda       | 21      | +30.041    | 16       | 3      |
| 14              | 8   | Héctor Barberá   | Ducati      | 21      | +31.364    | 15       | 2      |
| 15              | 19  | Álvaro Bautista  | Ducati      | 21      | +1:06.547  | 19       | 1      |
| 16              | 38  | Bradley Smith    | KTM         | 21      | +1:22.090  | 18       |        |
| 17              | 41  | Aleix Espargaró  | Aprilia     | 19      | +2 vueltas | 22       |        |
| Ret             | 22  | Sam Lowes        | Aprilia     | 11      | Abandono   | 20       |        |
| Ret             | 44  | Pol Espargaró    | KTM         | 9       | Abandono   | 21       |        |
| Ret             | 76  | Loris Baz        | Ducati      | 8       | Caída      | 14       |        |
| Ret             | 25  | Maverick Viñales | Yamaha      | 1       | Caída      | 2        |        |
| Ret             | 17  | Karel Abraham    | Ducati      | 1       | Caída      | 17       |        |
| DNS             | 42  | Álex Rins        | Suzuki      |         | No empezó  |          |        |
| Notas: 1.       |     |                  |             |         |            |          |        |
| Reporte Oficial |     |                  |             |         |            |          |        |

### Resultados Moto2
| Pos.            | N.º | Piloto              | Constructor | Vueltas | Tiempo    | Parrilla | Puntos |
| --------------- | --- | ------------------- | ----------- | ------- | --------- | -------- | ------ |
| 1               | 21  | Franco Morbidelli   | Kalex       | 19      | 41:20.078 | 1        | 25     |
| 2               | 12  | Thomas Lüthi        | Kalex       | 19      | +2.633    | 5        | 20     |
| 3               | 30  | Takaaki Nakagami    | Kalex       | 19      | +6.809    | 4        | 16     |
| 4               | 73  | Álex Márquez        | Kalex       | 19      | +9.852    | 3        | 13     |
| 5               | 77  | Dominique Aegerter  | Suter       | 19      | +10.927   | 6        | 11     |
| 6               | 44  | Miguel Oliveira     | KTM         | 19      | +13.029   | 7        | 10     |
| 7               | 24  | Simone Corsi        | Speed Up    | 19      | +13.335   | 17       | 9      |
| 8               | 23  | Marcel Schrötter    | Suter       | 19      | +13.754   | 11       | 8      |
| 9               | 97  | Xavi Vierge         | Tech 3      | 19      | +18.079   | 12       | 7      |
| 10              | 10  | Luca Marini         | Kalex       | 19      | +21.418   | 23       | 6      |
| 11              | 55  | Hafizh Syahrin      | Kalex       | 19      | +21.430   | 19       | 5      |
| 12              | 40  | Fabio Quartararo    | Kalex       | 19      | +21.736   | 16       | 4      |
| 13              | 19  | Xavier Siméon       | Kalex       | 19      | +21.974   | 8        | 3      |
| 14              | 88  | Ricard Cardús       | KTM         | 19      | +24.245   | 10       | 2      |
| 15              | 9   | Jorge Navarro       | Kalex       | 19      | +24.863   | 13       | 1      |
| 16              | 42  | Francesco Bagnaia   | Kalex       | 19      | +28.226   | 15       |        |
| 17              | 32  | Isaac Viñales       | Kalex       | 19      | +28.443   | 22       |        |
| 18              | 49  | Axel Pons           | Kalex       | 19      | +34.767   | 20       |        |
| 19              | 45  | Tetsuta Nagashima   | Kalex       | 19      | +37.279   | 26       |        |
| 20              | 5   | Andrea Locatelli    | Kalex       | 19      | +37.530   | 28       |        |
| 21              | 2   | Jesko Raffin        | Kalex       | 19      | +38.953   | 24       |        |
| 22              | 54  | Mattia Pasini       | Kalex       | 19      | +43.720   | 2        |        |
| 23              | 11  | Sandro Cortese      | Suter       | 19      | +51.515   | 9        |        |
| 24              | 47  | Axel Bassani        | Speed Up    | 19      | +1:07.841 | 30       |        |
| 25              | 89  | Khairul Idham Pawi  | Kalex       | 19      | +1:08.137 | 27       |        |
| Ret             | 57  | Edgar Pons          | Kalex       | 2       | Caída     | 25       |        |
| Ret             | 7   | Lorenzo Baldassarri | Kalex       | 0       | Caída     | 14       |        |
| Ret             | 68  | Yonny Hernández     | Kalex       | 0       | Caída     | 18       |        |
| Ret             | 60  | Julián Simón        | Tech 3      | 0       | Caída     | 21       |        |
| Ret             | 62  | Stefano Manzi       | Kalex       | 0       | Caída     | 29       |        |
| DNS             | 52  | Danny Kent          | Suter       |         | No empezó |          |        |
| DNS             | 27  | Iker Lecuona        | Kalex       |         | No empezó |          |        |
| Reporte Oficial |     |                     |             |         |           |          |        |

- Lecuona se retiró de la carrera debido al dolor en el brazo que se había roto durante las pruebas de pretemporada.
- Kent citó un dolor en un nervio de la espalda pero luego dejó el equipo.

### Resultados Moto3
La carrera, programada para 18 vueltas, fue detenida debido al accidente de Kaito Toba en la curva 14 y se reinició pero a una distancia de 12 vueltas.
| Pos.            | N.º | Piloto                  | Constructor | Vueltas | Tiempo               | Parrilla | Puntos |
| --------------- | --- | ----------------------- | ----------- | ------- | -------------------- | -------- | ------ |
| 1               | 5   | Romano Fenati           | Honda       | 12      | 27:15.841            | 3        | 25     |
| 2               | 88  | Jorge Martín            | Honda       | 12      | +4.504               | 5        | 20     |
| 3               | 21  | Fabio Di Giannantonio   | Honda       | 12      | +4.527               | 5        | 16     |
| 4               | 33  | Enea Bastianini         | Honda       | 12      | +4.673               | 7        | 13     |
| 5               | 8   | Nicolò Bulega           | KTM         | 12      | +4.968               | 4        | 11     |
| 6               | 58  | Juan Francisco Guevara  | KTM         | 12      | +5.618               | 13       | 10     |
| 7               | 17  | John McPhee             | Honda       | 12      | +5.687               | 9        | 9      |
| 8               | 36  | Joan Mir                | Honda       | 12      | +5.852               | 2        | 8      |
| 9               | 65  | Philipp Öttl            | KTM         | 12      | +6.594               | 15       | 7      |
| 10              | 40  | Darryn Binder           | KTM         | 12      | +12.709              | 11       | 6      |
| 11              | 19  | Gabriel Rodrigo         | KTM         | 12      | +13.240              | 14       | 5      |
| 12              | 16  | Andrea Migno            | KTM         | 12      | +13.285              | 19       | 4      |
| 13              | 95  | Jules Danilo            | Honda       | 12      | +13.290              | 21       | 3      |
| 14              | 23  | Niccolò Antonelli       | KTM         | 12      | +13.412              | 8        | 2      |
| 15              | 11  | Livio Loi               | Honda       | 12      | +13.491              | 16       | 1      |
| 16              | 42  | Marcos Ramírez          | KTM         | 12      | +23.922              | 20       |        |
| 17              | 12  | Marco Bezzecchi         | Mahindra    | 12      | +24.347              | 26       |        |
| 18              | 71  | Ayumu Sasaki            | Honda       | 12      | +24.650              | 17       |        |
| 19              | 7   | Adam Norrodin           | Honda       | 12      | +24.795              | 25       |        |
| 20              | 14  | Tony Arbolino           | Honda       | 12      | +25.166              | 24       |        |
| 21              | 75  | Albert Arenas           | Mahindra    | 12      | +26.811              | 22       |        |
| 22              | 6   | María Herrera           | KTM         | 12      | +27.431              | 24       |        |
| 23              | 84  | Jakub Kornfeil          | Peugeot     | 12      | +37.960              | 23       |        |
| 24              | 41  | Nakarin Atiratphuvapat  | Honda       | 12      | +41.408              | 32       |        |
| 25              | 96  | Manuel Pagliani         | Mahindra    | 12      | +43.789              | 29       |        |
| 26              | 48  | Lorenzo Dalla Porta     | Mahindra    | 12      | +44.004              | 28       |        |
| 27              | 4   | Patrik Pulkkinen        | Peugeot     | 12      | +51.071              | 30       |        |
| 28              | 18  | Gabriel Martínez-Ábrego | KTM         | 12      | +51.438              | 31       |        |
| Ret             | 24  | Tatsuki Suzuki          | Honda       | 9       | Falta de combustible | 18       |        |
| Ret             | 44  | Arón Canet              | Honda       | 3       | Caída                | 1        |        |
| Ret             | 27  | Kaito Toba              | Honda       | 3       | Caída                | 27       |        |
| DNS             | 64  | Bo Bendsneyder          | KTM         | 0       | No empezó            | 10       |        |
| Reporte Oficial |     |                         |             |         |                      |          |        |